# Boysetsfire
Boysetsfire est un groupe de post-hardcore américain, originaire de Newark, dans le Delaware. Formé en octobre 1994, Boysetsfire se composait des guitaristes Chad Istvan et Josh Latshaw, du bassiste Robert Ehrenbrand, du batteur Matt Krupanski et du chanteur Nathan Gray.

## Biographie

### Débuts et popularité (1994–2007)
Boysetsfire sort ses premières démos à la fin de l'année 1994, et au début de l'année 1995. En 1996, le groupe sort son premier EP, This Crying, This Screaming, My Voice Is Being Born. Il sort ensuite d'autres albums avec les labels Initial Records, Victory Records, Wind-up Records, et Equal Vision Records/Burning Heart Records. Le groupe sort des albums et EP en collaboration avec Coalesce, Shai Hulud, et Snapcase. En 2003, le groupe annonce le départ de son bassiste Rob Avery.
En 2005, le groupe signe avec le label indépendant Burning Heart Records pour une distribution mondiale et avec Equal Vision Records pour l'Amérique du Nord. Il sort The Misery Index: Notes from the Plague Years en mars 2006. Le 31 juillet 2006, le groupe informe ses fans de sa séparation sur son site officiel. Il devait y avoir une grande tournée européenne, mais le guitariste Josh Latshaw se blessa sévèrement. Finalement, une dernière date américaine et trois ou quatre dates européennes supplémentaires ont été reportées jusqu'à ce que Josh Latshaw se remette. La dernière prestation du groupe eut lieu le 9 juin 2006 à Philadelphie, en Pennsylvanie. 
Le 12 février 2007, le chanteur Nathan Gray annonce qu'il va former un groupe du nom de Thecastingout. Même si le groupe comprend plusieurs anciens membres de Boysetsfire, Gray informe les fans qu'ils ne s'engageront plus politiquement.

### Retour (depuis 2010)
Le 7 octobre 2010, le groupe annonce son retour et jouera le 5 décembre 2010 à Berlin. En août 2011, ils jouent au festival britannique Reading and Leeds. En novembre 2011, le groupe annonce le départ de Robert Ehrenbrand, remplacé par Marc Krupanski (Dear Tonight, Midvale, Eldritch Anisette) comme bassiste.
Le groupe enregistre cinq nouvelles chansons en été 2012, qu'ils prévoient publier chez Magic Bullet Records.
En 2012, ils jouent cinq concerts aux États-Unis : deux en janvier 2012, un à Boston, un à Providence, un au festival Bamboozle d'Asbury Park, et dans le New Jersey en mai 2012. Ils jouent en Europe entre juillet et août 2012. En juin 2013, le groupe publie un EP deux titres avec les frères Matt et Marc Krupanski, et un cinquième album, While a Nation Sleeps..., qui atteint la 22e place des classements allemands. Ils jouent ensuite en concert entre juin et juillet 2013 notamment au Hurricane Festival et Southside Festival. Ils tournent en Europe en été 2014, puis annoncent des concerts à Hambourg, Cologne, Berlin et Vienne en octobre 2014.
En septembre 2015, ils publient leur sixième album éponyme au label End Hits Records. Cette sortie suit d'une tournée européenne avec Silverstein et Great Collapse. En été 2016, ils tournent en Europe avec Polar et Wolf Down avant de se mettre en pause.

## Thèmes
Parmi les nombreux thèmes politiques du groupe on peut citer la loi de l'argent, le rôle de gendarme du monde des États-Unis, ainsi que les guerres menées au nom de seuls intérêts économiques.

## Membres

### Membres actuels
- Nathan Gray - chant, claviers (depuis 1994)
- Josh Latshaw - guitare, chœurs (depuis 1994)
- Chad Istvan - guitare (depuis 1994)
- Robert Ehrenbrand - basse (2004–2011, depuis 2013)
- Chris Rakus - basse (depuis 2013)
- Jared Shavelson - batterie (depuis 2013)

### Anciens membres
- Darrell Hyde - basse (1994–1999)
- Rob Avery - basse (1999–2004)
- Marc Krupanski - basse (2011–2013)
- Matt Krupanski - batterie (1994–2013)
- Dan Pelic - batterie (2013)

## Discographie

### Albums studio
- 1997 : The Day the Sun Went Out
- 2000 : After the Eulogy
- 2003 : Tomorrow Come Today
- 2006 : The Misery Index: Notes from the Plague Years
- 2013 : While a Nation Sleeps…
- 2015 : Boysetsfire

### Autres albums
- 1996 : Consider (7")
- 1997 : This Crying, This Screaming, My Voice Is Being Born (EP)
- 1998 : In Chrysalis (EP)
- 1999 : Snapcase vs. Boysetsfire (Split EP)
- 2000 : Suckerpunch Training (EP)
- 2000 : Crush 'em All Vol. 1 (Boysetsfire / Shai Hulud split 7")
- 2000 : Coalesce / Boysetsfire (split EP)
- 2002 : Live for Today (EP)
- 2005 : Before the Eulogy (faces B et raretés)
- 2013 : Bled Dry
- 2014 : Split 7" (Boysetsfire/Funeral for a Friend)
- 2015 : Split 10" (Boysetsfire/KMPFSPRT)